# Graves de Communi Re
Graves de Communi Re (укр. Про небезпеки для суспільства) — енцикліка Папи Римського Лева XIII від 18 січня 1901 р. про християнську демократію.

## Історія
Енцикліка «Graves de Communi Re» є зверненням до єпископів Римо-Католицької Церкви, опубліковане через 10 років після «Rerum Novarum» (1891). У «Rerum Novarum» Лев XIII проголосив нову соціальну доктрину Церкви і для її реалізації заснував громадський рух. З-за різних ідеологічних уподобань католиків, виникло кілька тлумачень «Rerum Novarum». Тому цей рух також назвався його прихильниками по-різному:
- «народний християнський рух»,
- «християнський соціалізм»,
- «соціальне християнство»,
- «християнська демократія».

Але саме останній варіант став офіційним в «Graves de Communi Re». Папа Римський також спробував внести корективи в ідеологію руху, підкресливши його неполітичний характер. Однак ці спроби виявилися невдалими, і згодом Ватикан погодився, щоби християнська демократія стала політичним рухом.

## Зміст
Ця енцикліка починається з короткого огляду індустріалізації, що призвело до загострення економічних протиріч й поширення згубних, з точки зору Ватикану, навчань. Лев XIII особливо підкреслює хибність соціалізму. Він характеризує соціал-демократію як політичну ідеологію, що прагне передати всю владу народові, ліквідувати всі відмінності за класом або рангом, знищити приватну власність і передати все майно в суспільну власність.
Центральна ідея «Rerum Novarum» полягала в тому, що права та обов'язки обох класів (капіталістів і робітників) взаємопов'язані й випливають із їх залежності один від одного. Виник громадський рух призвело до появи безлічі католицьких організацій: бюро з освіти, сільських банків, товариств взаємодопомоги, профспілок.
Давши цього рухові назву «християнська демократія», Лев XIII одразу ж відповів на критику. Критикам не подобалося, що слово «демократія» передбачає перевагу народовладдя перед іншими політичними системами, буцімто це обмежуватиме діяльність християн турботою про бідних і навіть підбурюватиме до атак на легітимну владу. (На рубежі XX століття ідея демократії частково протиставлялася лібералізмові, конституційній монархії та республіканству). Папа казав, що справедливість священна для християнської демократії й що право на приватну власність не підлягає сумнівові. Він вимагав, щоби рух наслідував дух Церкви і фокусувався на питаннях справедливості та моралі, але тримався б осторонь від політики, обґрунтовуючи це незалежністю законів природи й Святого Писання від конкретних форм правління. Папа Римський особливо підкреслив, що турбота про бідних не означає зневажливого ставлення до вищих класів суспільства, які вносять значний позитивний внесок в суспільний добробут. Рух має виходити з ідеї християнського братерства та єдності, яке охоплює всі класи суспільства.
Згідно енцикліки, соціальне питання не просто має економічний характер, а нерозривно пов'язане з мораллю та релігією. Лев XIII попереджав, що соціальна допомога та поліпшення умов праці недостатнє, щоби робітники стали заможними людьми: важливу роль має моральність, життєві установки та працьовитість.
Важне значення Лев XIII надає християнській любові і пов'язаним з нею милосердям. Він не погоджується з соціалістами, які вважають, що милосердя принижує людську гідність. «Ніхто не є настільки багатий, щоби не потребувати сторонньої допомоги; ніхто не настільки бідний, щоби не бути в змозі приносити хоч якусь користь своїм побратимам», — йдеться в енцикліці. Реалізацією справедливості проголошується система, в якій всі члени суспільства охоплені взаємною турботою в ім'я загального блага.
Звертаючись до політичної, економічної та інтелектуальної еліти, енцикліка закликає їх сприяти загальному благу. Плюралізм в думках не повинен порушувати єдність волі, а права індивідуальних організацій й активістів не повинні розколювати єдність руху. Лев XIII наполегливо просить донести до народу ряд принципів: утримуватися від бунтарських дій, не посягати на права інших, поважати владу, сумлінно виконувати свою роботу, цінувати сімейне життя, дотримуватися релігійних обрядів і в важкі хвилини звертатися за розрадою до Церкви. На завершення Папа Римський говорить про необхідність нагляду з боку єпископів над усіма індивідуальними і колективними проектами в рамках руху.